# Liste der Monuments historiques in Longeville-en-Barrois
Die Liste der Monuments historiques in Longeville-en-Barrois führt die Monuments historiques in der französischen Gemeinde Longeville-en-Barrois auf.

## Liste der Immobilien
| Bezeichnung       | Beschreibung           | Standort          | Kennzeichnung | Schutzstatus | Datum | Bild           |
| ----------------- | ---------------------- | ----------------- | ------------- | ------------ | ----- | -------------- |
| Kirche St-Hilaire | ab dem 15. Jahrhundert | Grande Rue (Lage) | PA00106560    | Classé       | 1990  | weitere Bilder |

## Liste der Objekte
| Bezeichnung                                       | Beschreibung                                                                                              | Standort                              | Kennzeichnung | Schutzstatus | Datum | Bild |
| ------------------------------------------------- | --- | ------------------------------------- | ------------- | ------------ | ----- | ---- |
| Takenplatte                                       | mit den Wappen der Familien Le Tellier de Louvois und Turpin de Crisse; Gusseisen, zwischen 1630 und 1650 | im Haus 1 Grande Rue (Lage)           | PM55001368    | Classé       | 2001  |      |
| Fahne der Freiwilligen der republikanischen Armee | Seide, bemalt, 1792                                                                                       | in der Mairie (Lage)                  | PM55000840    | Classé       | 1989  |      |
| Orgel                                             | Haupteintrag für PM55001407                                                                               | in der Kirche St-Hilaire (Lage)       | PM55001406    | Inscrit      | 1992  |      |
| Instrumentalteil der Orgel                        | 1902 von Charles Didier-Van Caster gebaut                                                                 | in der Kirche St-Hilaire (Lage)       | PM55001407    | Inscrit      | 1992  |      |
| Nischenretabel                                    | im rechten Seitenschiff; Stein, 15. Jahrhundert                                                           | in der Kirche St-Hilaire (Lage)       | PM55000354    | Classé       | 1905  |      |
| Skulptur Heilige Anna                             | Stein, farbig gefasst, Mitte des 16. Jahrhunderts                                                         | in der Kirche St-Hilaire (Lage)       | PM55000355    | Classé       | 1962  |      |
| Skulptur Heiliger Christophorus                   | Kalkstein, vermutlich aus dem 17. Jahrhundert                                                             | in der Kirche St-Hilaire (Lage)       | PM55002014    | Inscrit      | 1991  |      |
| Skulptur Heiliger Sebastian                       | mit Sockel; Holz, farbig gefasst, 18. Jahrhundert                                                         | in der Kirche St-Hilaire (Lage)       | PM55002015    | Inscrit      | 1991  |      |
| Skulptur Unterweisung Mariens                     | Stein, modern farbig gefasst, 17. Jahrhundert                                                             | in der Kirche St-Hilaire (Lage)       | PM55002744    | Inscrit      | 1991  |      |
| Kruzifix                                          | Holz, farbig gefasst, Ende des 16. Jahrhunderts                                                           | in der Kirche St-Hilaire (Lage)       | PM55000356    | Classé       | 1961  |      |
| Skulptur Madonna mit Kind und Weintraube          | Stein, ehemals farbig gefasst, 15. Jahrhundert                                                            | außen an der Kirche St-Hilaire (Lage) | PM55000353    | Classé       | 1905  |      |